# Домбругова Наталя Михайлівна
Наталія Михайлівна Домбругова (нар. 30 вересня 1951, Київ) — радянський і український звукорежисер. Заслужений працівник культури України (2008).

## Життєпис
Народилася 30 вересня 1951 року у Києві в родині кіноінженера Михайла Федоровича Отточека. 
У 1975 році закінчила Київський політехнічний інститут. 
З 1978 року працює на кіностудії імені Олександра Довженка.
Завідувач кафедри звукорежисури Київського національного університету театру, кіно і телебачення імені Івана Карпенка-Карого.
Член Національної спілки кінематографістів України.

## Фільмографія
- «Розколоте небо» (1979, асистент звукооператора)

Оформила фільми:
- «Старі листи» (1981, т/ф)
- «Одиниця „з обманом“» (1984)
- «Чоловіки є чоловіки» (1985)
- «Чужий дзвінок» (1985)
- «Чорна яма» (1987)
- «Гра з невідомим» (1988)
- «Робота над помилками» (1988)
- «Балаган» (1990)
- «Дикий пляж» (1990)
- «Снайпер» (1991, 2 а)
- «Трамвай удачі» (1993)
- «Алфавіт» (1994)
- «Декілька любовних історій» (1994)
- «Шоста година останнього тижня кохання» (1994)
- «Москаль-чарівник» (1995)
- «Хіппініада, або Материк кохання» (1999)
- «Нескорений» (2000)
- «Шум вітру» (2002)
- «Трагічне кохання до зрадливої Нуськи» (2004)
- «Залізна сотня» (2004, реж. О. Янчук)
- «Ніч світла» (2004, реж. Р. Балаян)
- «Запорожець за Дунаєм» (2007, реж. М. Засєєв-Руденко)
- «Владика Андрей» (2008, реж. О. Янчук)
- «День переможених» (2009, реж. В. Ямбурський)
- «Одного разу я прокинусь» (2009, реж. М. Кондратьєва)
- «Загублене місто» (2015, у співавт.)
- «Таємний щоденник Симона Петлюри» (2018) та ін.